# Sœurs mercédaires missionnaires
Les sœurs mercédaires missionnaires (en latin : Instituti  Missionariarum  Beatæ Mariæ  Virginis  a  Mercede) sont une congrégation religieuse féminine missionnaire de droit pontifical.

## Histoire
Le 23 mai 1930, Marguerite Marie López de Maturana (1884-1934), supérieure du monastère des sœurs mercédaires de Berriz (fondé en 1540) obtient du Saint-Siège la permission de transformer sa communauté de religieuses cloîtrées en institut dédié à l'apostolat actif, donnant naissance à la congrégation des mercédaires missionnaires. L'institut et ses constitutions religieuses sont définitivement approuvés par le Saint-Siège le 3 janvier 1939.

## Activités et diffusion
Les mercédaires missionnaires se consacrent principalement à l'apostolat missionnaire ; aux trois vœux religieux, elles ajoutent celui de se consacrer à l'évangélisation des non-chrétiens. 
Elles sont présentes en :
- Europe : Espagne, Italie.
- Afrique : République Démocratique du Congo, Zambie.
- Amérique : Équateur, États-Unis, Guatemala, Mexique, Nicaragua, Pérou.
- Asie : Japon, Philippines, Taïwan.
- Océanie : Îles Mariannes, Micronésie, Palau.

La maison généralice est à Rome. 
En 2017, la congrégation comptait 349 sœurs dans 56 maisons.